# Paul Kipkoech
Paul Kipkoech (6. ledna 1963 – 16. března 1995) byl keňský atlet, běžec, mistr světa v běhu na 10 000 metrů z roku 1987 v Římě.
Na olympiádě v Los Angeles v roce 1984 doběhl v závodě na 10 000 metrů pátý. V roce 1987 se stal v Římě mistrem světa v této disciplíně. Byl několikanásobným medailistou ze světových šampionátů v přespolním běhu v soutěži jednotlivců i družstev. Na trati 5000 metrů byl jeho osobní rekord 13:33,3 z roku 1983, na dvojnásobné trati 27:38,63 z roku 1987.